# Tháng 3 năm 2006
Trang này liệt kê những sự kiện quan trọng vào tháng 3 năm 2006.

## Thứ năm, ngày2 tháng 3
- Menzies Campbell được bầu dẫn đầu đảng Dân chủ Tự do ở Vương quốc Anh.
- Một nhóm vũ trang, sau này mới biết là cảnh sát Kenya, tấn công tòa soạn nhật báo chính The Standard và đài TV KTN của họ, sau khi họ xuất bản bản tin nói rằng Tổng thống Mwai Kibaki họp bí mật với người đối lập quan trọng Kalonzo Musyoka. BBC

## Thứ sáu, ngày3 tháng 3
- Chính phủ Hoa Kỳ phát hành cho Associated Press tên của hơn 300 tù binh đang bị giữ tại Vịnh Guantánamo (Cuba), sau bốn năm đòi hỏi. BBC VNN
- Đảng cầm quyền Đại hội Dân tộc Phi (ANC) giành được 66% số phiếu trong cuộc bầu cử địa phương năm 2006 tại Cộng hòa Nam Phi.
- Ca sĩ rock người Anh Gary Glitter bị tuyên án 3 năm vì tội lạm dụng với hai bé gái ở Vũng Tàu. Ông được phép trở về Vương quốc Anh cuối năm nay.

## Chủ nhật, ngày5 tháng 3
- Cuộc họp 10 ngày của Đại hội Đại biểu Nhân dân toàn quốc và Chính Hiệp khai mạc tại Bắc Kinh. BBC VNN VOA
- Milan Babić, cựu thủ lĩnh của cộng hòa ly khai Krajina Serbi, tự sát trong tù, ông đã bị tuyên án vì tội ác chiến tranh. VOA
- Hàng vạn người biểu tình tại Bangkok, Thái Lan và đòi Thủ tướng Thaksin Shinawatra từ chức. VNN VOA
- Crash đoạt giải phim hay nhất, Lý An đoạt giải đạo diễn xuất sắc nhất cho phim Brokeback Mountain, Reese Witherspoon đoạt giải nữ diễn viên xuất sắc nhất, và Philip Seymour Hoffman đoạt giải diễn viên xuất sắc nhất trong lễ trao Giải Oscar thứ 78. BBC VNN VOA

## Thư ba, ngày7 tháng 3
- Đảng Lao động đạt thêm hơn 500 ghế sau cuộc bầu cử địa phương ở Hà Lan.
- Một loạt bom nổ ở Varanasi, thành phố thiêng liêng của Ấn Độ giáo thuộc Uttar Pradesh (Ấn Độ), 15 người bị thiệt mạng.

## Thư năm, ngày9 tháng 3
- Tổng Thư ký LHQ Kofi Annan khởi đầu Quỹ Cứu trợ Khẩn cấp Trung ương để hỗ trợ các vùng châu Phi đang bị nạn đói.
- Các nhà thiên văn học công bố rằng con tàu thăm dò Cassini đã nhận ra mạch nước phun trên Mặt Trăng Enceladus của Sao Thổ, lần đầu tiên họ tìm thấy nước lỏng ngoài Trái Đất.
- Công ty Dubai Ports World của UAE thử giải quyết cuộc tranh cãi về vụ thu mua một số cảng Mỹ bằng cách hứa hẹn là họ sẽ chuyển giao các cảng cho một công ty Mỹ.
- Quân đội Hoa Kỳ nói rằng có ý định đóng cửa Nhà tù Abu Ghraib tại Iraq.
- Loài chuột núi Lào được nhận ra là một phần của một họ gặm nhấm mà các nhà sinh vật học trước đây tưởng bị biến mất 11 triệu năm trước đây.

## Thư sáu, ngày10 tháng 3
- Phi thuyền Mars Reconnaissance Orbiter của NASA tiến vào quỹ đạo Sao Hỏa.

## Thư bảy, ngày11 tháng 3
- Cựu Tổng thống Nam Tư Slobodan Milošević qua đời trong nhà tù tại Den Haag, Hà Lan.

## Chủ nhật, ngày12 tháng 3
- Venezuela thêm một ngôi sao và đổi quốc huy trên quốc kỳ (cờ mới được minh họa).

## Thứ ba, ngày14 tháng 3
- Lee Hae-chan, Thủ tướng Hàn Quốc từ chức sau khi bị chỉ trích vì chơi golf khi ngành đường sắt đình công trên toàn quốc.

## Thứ tư, ngày15 tháng 3
- Ukraina đổi chính sách thuế quan đối với hàng hóa qua biên giới của cộng hòa ly khai Transnistria, làm quan hệ giữa hai nước này căng thẳng hơn.
- Đại hội đồng Liên Hợp Quốc bỏ phiếu gần nhất trí thành lập một tổ chức nhân quyền mới, tên là Hội đồng Nhân quyền, thay cho Ủy ban Nhân quyền Liên Hợp Quốc hiện nay.
- Thi hài của cựu Tổng thống Nam Tư Slobodan Milošević được bay về Serbia để chôn, sau ông qua đời trong nhà tù tại La Hay, Hà Lan.

## Thứ bảy, ngày18 tháng 3
- Tòa án Hình sự Quốc tế bắt giữ người đầu tiên là Thomas Lubanga, cựu chủ tịch của Liên minh người Congo yêu nước (UPC). Đây là vụ đầu tiên của tòa này.

## Thứ tư, ngày22 tháng 3
- Tổ chức ly khai vũ trang ETA tuyên bố ngừng bắn trong chiến dịch ly khai người Basque từ Tây Ban Nha.

## Thứ năm, ngày23 tháng 3
- Ba người Canada bị bắt làm con tin tại Iraq được giải thoát.

## Thứ bảy, ngày25 tháng 3
- Nigeria đồng ý đưa ra cựu tổng thống Liberia Charles Taylor để ra tòa vì tội ác chiến tranh tại Sierra Leone.

## Chủ nhật, ngày26 tháng 3
- Bầu cử Quốc hội Ukraina
- Đại hội Thể thao Khối Thịnh vượng chung Anh 2006 bế mạc tại Melbourne, Úc. Đoàn chủ nhà xếp thứ nhất với 81 huy chương vàng, bỏ xa đoàn xếp thứ 2 (Anh).

## Thứ ba, ngày28 tháng 3
- Abdul Rahman, một người cải đạo Kitô giáo đang bị xét xử vì tội bội giáo tại Afghanistan, được phóng thích vì lý do tâm thần.
- Người dân Israel bỏ phiếu bầu một quốc hội mới.
- Hàng triệu người dân Pháp xuống đường biểu tình phản đối đạo luật lao động mới.

## Thứ tư, ngày29 tháng 3
- Đảng Kadima của Ehud Olmert thắng cuộc bầu cử quốc hội Israel.
- Cựu tống thống Liberia Charles Taylor bị nhà cầm quyền Nigeria bắt trong lúc tìm cách trốn thoát, đã được đem đến Sierra Leone để ra tòa vì tội ác chiến tranh.